# 聯合國安全理事會第748號決議
聯合國安全理事會第748號決議于1992年3月31日通過。決議回顧了安理會第731（1992）號決議，決定根據《聯合國憲章》第七章採取行動，要求阿拉伯利比亞民眾國必須遵守調查洛克比空難以及法國聯合航空772號班機空難的要求。呼籲利比亞停止一切形式的恐怖主義行動以及支援恐怖組織的行為。為此，聯合國對利比亞實行了制裁。
該決議決定，自1992年4月15日起，所有會員國應該：
（一）在阿拉伯利比亞民眾國領空禁止一切飛行，包括從其領土起飛、在其領土降落或飛躍其領土。但人道主義援助例外；
（二）禁止向利比亞提供飛機及飛機部件，亦禁止為其提供維修服務；
（三）禁止為利比亞提供武器彈藥及其他軍事裝備，並且不得為其提供技術諮詢或提供培訓；
（四）撤出目前在利比亞向利比亞政府提供軍事方面諮詢意見的任何官員和人員；
（五）裁減利比亞外交使團和領館人員的數目和降低其級別；
（六）取締所有阿拉伯利比亞航空公司辦事處的營業；
（七）將曾因涉及恐怖主義行為而被別國政府驅逐的利比亞國民驅逐出境或不允許其入境。
安理會呼籲所有會員國和其他國際組織嚴格遵守該決議的制裁令，並決定成立一個安全理事會委員會，匯集各成員國對制裁令遵守的情況，並研究如何提升禁運的效力。決議敦促所有國家與該委員會通力合作，並要求該委員會每120天向安理會匯報。
該決議以10票贊成、0票反對、5票棄權通過。棄權的國家有維德角、中國、印度、摩洛哥和辛巴威。該決議引用第七章規定，指出利比亞受到《蒙特利爾公約》的約束。
利比亞在該決議通過後拒絕執行，於是後來安理會通過了更為嚴厲的第883號決議（1993年）。

## 外部連結
- (PDF). 美國財政部. （原始内容 (PDF)存档于2013-08-03）.